# Hareskovvej
Hareskovvej er en stor firesporet indfaldsvej der går fra Hillerødmotorvejen og til Borups Allé, ind mod København.
Vejen er en del af primærrute 16 der går imellem København og Ringkøbing.
Den er med til at lede trafikken der skal ind imod København uden om Brønshøj og Utterslev, så bydelene ikke bliver belastet af for meget trafik.
Vejen forbinder Hillerødmotorvejen i nord med Borups Allé i syd, og har forbindelse til Pilesvinget/Mosesvinget, Dalvangen/Skolevangen, Mellemvangen, Frederikssundsvejtunnelen, Byvangen/Dyblandsvangen, Højlandsvangen, Hyrdevangen, Utterslevvej og Frederikssundsvej.